# Voitsberg
Voitsberg este un oraș cu ca. 10 000 locuitori situat în districtul Voitsberg din landul Stiria în Austria.

## Legături externe
- http://www.voitsberg.at
- de Date despre Voitsberg din Statistica Austriei
- Burgruine Krems bei Burgen-Austria[nefuncțională]

1. ↑  Dauersiedlungsraum der Gemeinden Politischen Bezirke und Bundesländer - Gebietsstand 1.1.2018 (în germană), Statistica Austriei, accesat în 10 martie 2019